# Danielson Provincial Park
Danielson Provincial Park är en park i Kanada.   Den ligger i provinsen Saskatchewan, i den södra delen av landet, 2 400 km väster om huvudstaden Ottawa. Danielson Provincial Park ligger 561 meter över havet.
Terrängen runt Danielson Provincial Park är platt. Trakten runt Danielson Provincial Park är nära nog obefolkad, med mindre än två invånare per kvadratkilometer.. 
Trakten runt Danielson Provincial Park består till största delen av jordbruksmark.